# Xanthopimpla apicalis
Xanthopimpla apicalis là một loài tò vò trong họ Ichneumonidae.